# Runcton
Runcton är en by i West Sussex i England. Byn är belägen 3 km 
från Chichester. Orten har 616 invånare (2016). Byn nämndes i Domedagsboken (Domesday Book) år 1086, och kallades då Rochintone.